# Laußnitzer Heide
Laußnitzer Heide este o arie protejată (arie de protecție specială avifaunistică — SPA) din Germania întinsă pe o suprafață de 1.439 ha, integral pe uscat.

## Localizare
Centrul sitului Laußnitzer Heide este situat la coordonatele 51°13′14″N 13°50′48″E / 51.2206°N 13.8467°E.

## Înființare
Situl Laußnitzer Heide a fost declarat arie de protecție specială avifaunistică în noiembrie 2006 pentru a proteja 23 de specii de animale.

## Biodiversitate
Situată în ecoregiunea continentală, aria protejată nu include niciun habitat protejat.
La baza desemnării sitului se află mai multe specii protejate de  păsări (23): minunița (Aegolius funereus), pescăruș albastru (Alcedo atthis), rață mică (Anas crecca crecca), Anas platyrhynchos platyrhynchos, rață cârâitoare (Anas querquedula), Ardea cinerea cinerea, rața moțată (Aythya fuligula), Bucephala clangula, caprimulg (Caprimulgus europaeus), barză neagră (Ciconia nigra), ciocănitoare neagră (Dryocopus martius), șoimul rândunelelor (Falco subbuteo), ciuvică (Glaucidium passerinum), Grus grus grus, codalb (Haliaeetus albicilla), capîntortură (Jynx torquilla), sfrâncioc roșiatic (Lanius collurio), ciocârlie de pădure (Lullula arborea), gaia neagră (Milvus migrans), viespar (Pernis apivorus), ciocănitoare verzuie (Picus canus), mărăcinar (Saxicola rubetra), Tachybaptus ruficollis ruficollis.